# Szahruch
Szahruch, pers. شاه رخ (albo Szahruch Mirza), ur. 30 sierpnia 1377 w Samarkandzie, zm. 13 marca 1447 w Reju) – władca z dynastii Timurydów, panujący w latach 1405–1447.
Szahruch był czwartym i najmłodszym synem Timura (1370–1405), w chwili jego śmierci sprawującym namiestnictwo Chorasanu. W walce o schedę po ojcu Szahruch udzielił wsparcia desygnowanemu przez niego następcy, Pir Muhammadowi (1405–1407), jednak miało ono wymiar raczej czysto nominalny. Kiedy w roku 1407 zginął Pir Muhammad, a w roku 1408 jedyny obok Szahrucha żyjący syn Timura, Miranszah (1405–1408), Szahruch stał się głównym kandydatem do przejęcia dziedzictwa ojca. W roku 1409 opanował on Mawarannahr wraz ze stolicą Timura, Samarkandą, i następnie do roku 1418 podporządkował sobie pozostałych Timurydów. Niemniej nie udało mu się opanować wszystkich dawnych terytoriów Timura, ponieważ w międzyczasie w Azerbejdżanie i Iraku zainstalowali się Kara Kojunlu. Mimo kilku wypraw ostatecznie Szahruch musiał zadowolić się jedynie nominalnym zwierzchnictwem nad desygnowanym przez siebie władcą Kara Kojunlu, Dżahanszahem (1438–1467). Jednocześnie od roku 1430 posiadłości Timurydów w Azji Środkowej były najeżdżane przez Uzbeków Abu al-Chajr-chana (1428–1468). W ostatnich latach życia kontrola coraz bardziej schorowanego Szahrucha nad sprawami państwa zaczęła słabnąć. W roku 1446 w zachodnim i centralnym Iranie wybuchła rebelia jego wnuka, Sultana Muhammada, i Szahruch zmarł podczas jej tłumienia.

## Młodość
Szahruch był czwartym i najmłodszym synem Timura (1370–1405) oraz jednym z dwóch (obok Miranszaha (1405–1408), który przeżył swojego ojca. Zgodnie z tradycją Timur otrzymał informację o narodzinach syna podczas gry w szachy, kiedy jego „rycerz” (w polskiej terminologii szachowej „skoczek”) dawał właśnie szacha królowi. Stąd imię „szahruch”. Ożeniony przez ojca w wieku jedenastu lat, w wieku lat trzynastu Szahruch był już nominalnym namiestnikiem państwa podczas wyprawy Timura przeciwko Złotej Ordzie. W roku 1392 wyróżnił się na polu bitwy, ścinając głowę władcy Muzaffarydów, Szah Mansurowi. Rzucając ją pod nogi Timura miał powiedzieć: „Niech głowy wszystkich twoich wrogów legną u twoich stóp jak głowa dumnego Mansura”. W roku 1393/1394 został namiestnikiem Samarkandy, potem zaś wziął udział w tzw. kampanii siedmioletniej (w rzeczywistości trwała krócej), podczas której walczył u boku swojego ojca z Turkami Osmańskimi, Mamelukami i Dżalajirydami, w tym m.in. w bitwie pod Ankarą.

## Śmierć Timura i początek walki o sukcesję

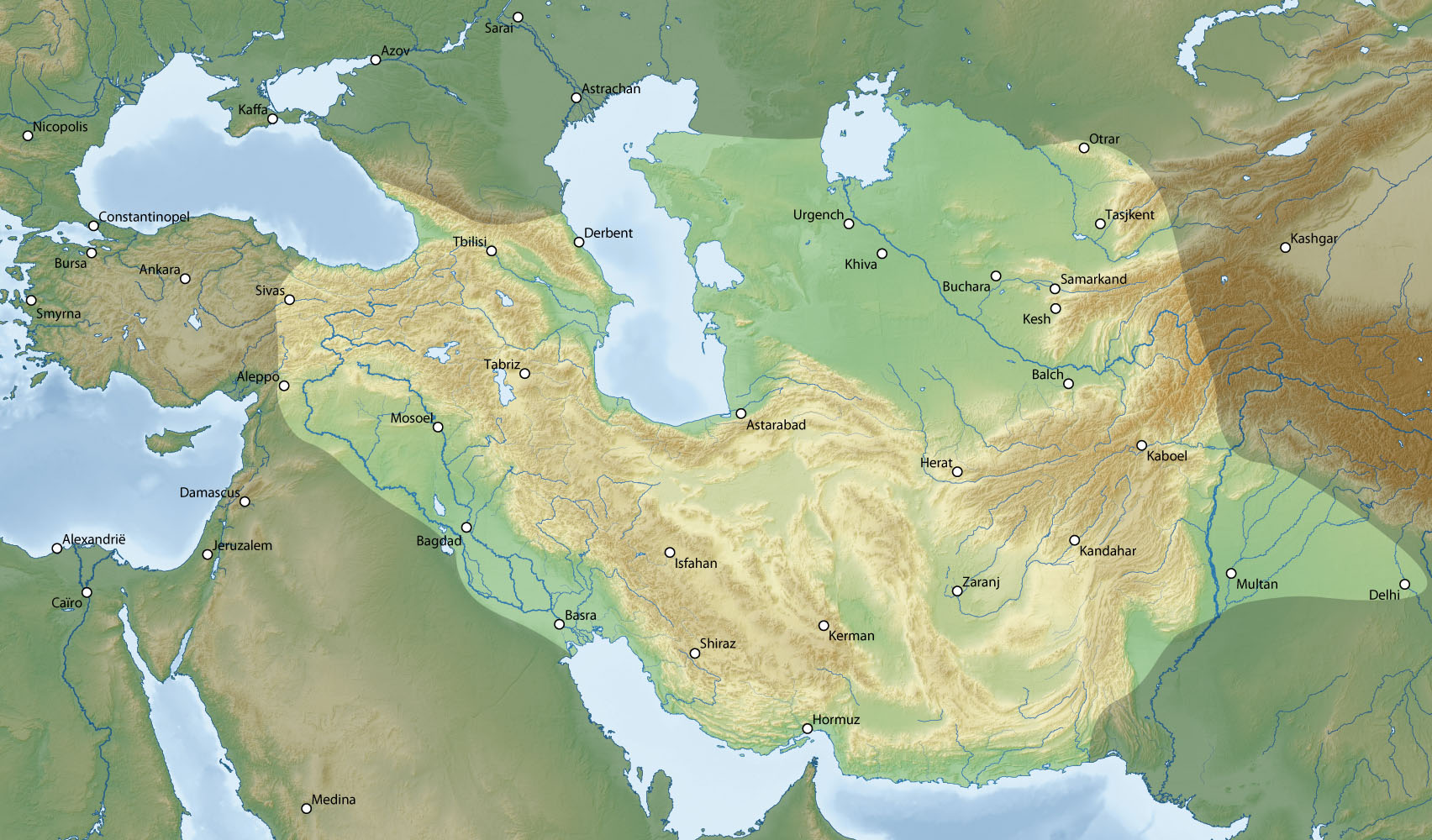
Państwo Timura w chwili jego śmierci

Timur zmarł 17 lub 18 lutego 1405 roku w Otrarze podczas zamierzonej wyprawy na Chiny. W przypadku Timurydów, co było refleksem starych tureckich tradycji, państwo uważano raczej za dziedzictwo całego rodu, a nie tylko władcy. Timur, być może wzorując się w tym na Czyngis-chanie, jeszcze za życia podzielił państwo na cztery dzielnice rządzone przez jego czterech synów. Ponieważ dwóch z nich, Dżahangir (zm. 1376/1377) i Umar Szajch (zm. 1394), już nie żyło, ich dzielnicami rządzili ich synowie. I tak w Azerbejdżanie i Iraku władzę sprawował Miranszah wraz z synami, Umarem i Aba Bakrem. Szahruch od roku 1396/1397 rządził z Heratu Chorasanem, Mazandaranem i Sistanem. Trzej dorośli synowie nieżyjącego już syna Timura, Umara Szajcha, rządzili, kolejno Pir Muhammad w Szirazie, Rustam w Isfahanie, zaś Iskandar Sultan w Hamadanie. Wreszcie jedyny pełnoletni syn Dżahangira, Pir Muhammad (1405–1407), był namiestnikiem Kabulu. Cieszący się opinią osoby skromnej, pobożnej i miłującej pokój Szahruch był uważany za nieposiadającego kwalifikacji do sprawowania władzy. Przed swoją śmiercią Timur wyznaczył na swojego następcę Pir Muhammada, syna Dżahangira i namiestnika Kabulu. Dopóki Timur żył, jego synowie i wnukowie byli nie więcej niż namiestnikami, poddanymi silnej kontroli ze strony władzy centralnej. Po jego śmierci państwo niemal natychmiast rozpadło się na właściwie niezależne rządzone przez nich dzielnice.
Ani Pir Muhammada, ani Szahrucha nie było przy Timurze w chwili jego śmierci. W wyprawie na Chiny brał natomiast udział Chalil Sultan (1405–1409), inny syn Miranszaha, który przekonał do siebie dużą część armii zimującej w Taszkencie i w marcu 1405 roku zajął Samarkandę zanim dotarł do niej ze swojej odległej prowincji Pir Muhammad. Szahruch wyruszył z wojskiem nad Amu-Darię, ostatecznie jednak nie zaatakował Chalila, niewątpliwie dlatego, że od strony zachodu zagrażała mu armia prowadzona przez jego ojca. Pir Muhammad mógł przeprowadzić atak na Chalila Sultana jedynie z terytorium Szahrucha. Pod koniec 1405 roku Pir Muhammad przybył do Balchu i zażądał od niego pomocy, w odpowiedzi na co jego stryj przysłał mu armię na czele z jego emirem Szahmalikiem i synem Uług Begiem. Sytuacja Chalila Sultana była w tym momencie nader skomplikowana, ponieważ Chorezm zaatakował Edygej ze Złotej Ordy, stepy kontrolował emir Bardi Beg, a Ferganę, Chudżand i Taszkent inni buntownicy, emirowie Chudajdad i Szajch Nur ad-Din. Mimo to dysponujący znaczną częścią dawnej armii Timura Chalil Sultan w lutym 1406 roku pokonał połączone siły Pir Muhammada i Szahrucha pod Karszi w dzisiejszym Uzbekistanie. W lutym 1407 roku Pir Muhammad został zamordowany z inicjatywy swojego najpotężniejszego emira, Pir Ali Taz Suldusa. Rok później Szahruch najechał Balch oraz pokonał i pojmał Pir Ali Taza, który został skazany na śmierć. W ten sposób popierając Pir Muhammada Szahruch zyskał opinię osoby, która uszanowała testament swojego ojca, a jednocześnie nic nie stracił z punktu widzenia ewentualnej próby przejęcia jego dziedzictwa dla siebie.

## Zajęcie Mawarannahru

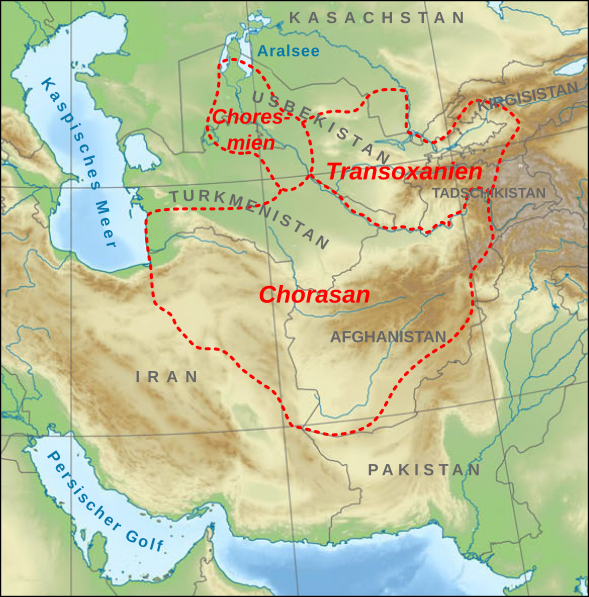
Trzy wielkie regiony średniowiecznej Azji Środkowej: Chorezm (Choresmien), Mawarannahr (Transoxanien) i Chorasan

W latach 1405–1408 Szahruch musiał się zmierzyć z szeregiem rebelii, które wzniecali nieposłuszni emirowie chcący skorzystać z ogólnego zamętu jaki panował po śmierci Timura. Dzięki temu, że władał swoją dzielnicą już od kilku lat, miał w niej jednak stosunkowo silne oparcie i udało mu się stłumić wszystkie rebelie. Co więcej, karząc poszczególnych buntowników, Szahruch nie rozciągał swojej niełaski na ich krewnych, tak że udało mu się zachować lojalność w stosunku do siebie większości miejscowych elit.
Tymczasem władza Chalila Sultana w Mawarannahrze opierała się nie na poparciu lokalnej społeczności, ale armii złożonej w większości z ludności przesiedlonej przez Timura do Mawarannahru z różnych zakątków jego imperium. Żołnierze ci nie odczuwali żadnej szczególnej lojalności w stosunku do Timurydów i Chalil Sultan musiał kupować ich poparcie za pomocą szczodrych donacji rujnujących skarb zgromadzony przez jego dziada. Kiedy pieniądze zaczęły się kończyć, ludzie tworzący jego armię zaczęli powracać do swoich macierzystych regionów, przez co jego militarna siła znacznie spadła. Zajmując Samarkandę Chalil Sultan starał się zachować chociaż pozory legalizmu, ustanawiając jako nominalnego chana nie księcia z rodu Czagataja, ale dziewięcioletniego Muhammada Dżahangira, syna zmarłego Muhammada Sultana (syna Dżahangira), który jako pierwszy był desygnowany na następcę Timura. Ostatecznie Chalil Sultan zniechęcił do siebie miejscową arystokrację, wydając żony Timura i Muhammada Sultana za emirów o niższej od nich pozycji, co było odbierane jako obelga zarówno dla założyciela dynastii, jak i dla samych żon. Kiedy dodatkowo wybuchł głód, wykorzystując sprzyjające im nastroje ludności i wsparcie mogolskie i ojrackie, w roku 1408/1409 Chudajdad i Szajch Nur ad-Din zaatakowali Samarkandę. Miasto zostało zdobyte, a Chalil pojmany przez buntowników.
Kiedy Chudajdad walczył z Chalilem Sultanem, przeciągnął na swoją stronę Muhammada Dżahangira i przysiągł, że władza w Mawarannahrze znajdzie się w jego ręku. Późną zimą 1409 roku zaprosił on do Mawarannahru Szahrucha, prawdopodobnie spodziewając się, że ten poprze Muhammada Dżahangira, tak jak wcześniej zgodnie z testamentem Timura popierał jego wuja, Pir Muhammada. Szahruch jednak odmówił poparcia Muhammadowi i 13 maja 1409 roku wkroczył do opuszczonej przez Chudajdada Samarkandy. Ten ostatni zwrócił się o pomoc do władcy Mogolistanu Muhammada-chana (1408–1415), który początkowo przysłał mu posiłki pod wodzą swojego brata, później jednak ocenił, że w tym konflikcie większe szanse na zwycięstwo ma Szahruch, i zabił Chudajdada. Chalil Sultan, którego ukochana żona Szad al-Mulk wpadła w ręce Szahrucha, zdał się teraz na jego łaskę. Jego wuj uczynił go namiestnikiem Reju, w którym tenże zmarł w roku 1411. Namiestnikiem Mawarannahru z ramienia Szahrucha został jego 15-letni syn, Uług Beg (1447–1449), któremu ojciec przydał jako mentora sławnego emira Szahmalika. Uług Beg nie rządził jednak w całym regionie. Tocharystan i Szadman otrzymał Muhammad Dżahangir, w Badachszanie pozostawiono rodzimą dynastię szachów pod kuratelą Idżila, syna Miranszaha, Balch otrzymał Kajdu, syn Pir Muhammada, a rejon Andiżanu i Kaszgaru – Amirak Ahmad, syn Umara Szajcha. Osobnego namiestnika otrzymał także region Chuttalianu. Tak więc Szahruch zdecentralizował władzę w regionie, natomiast swoją stolicę pozostawił w Heracie, do którego był bardzo przywiązany.
Władza Szahrucha w Mawarannahrze nie była pewna, ponieważ Szajch Nur ad-Din, mimo że początkowo zaprzysiągł posłuszeństwo Uług Begowi, później zaczął przygotowywać atak przeciwko niemu. 17 kwietnia 1410 roku pokonał on armię Uług Bega dowodzoną przez Szahmalika, który uciekł w góry, pozostawiając Samarkandę niebronioną. Kiedy jednak Szajch Nur ad-Din dotarł do niej, miejscowi notable, którzy przygotowali miasto do obrony, odmówili mu wstępu. Jego następnym krokiem było przeciągnięcie na swoją stronę Muhammada Dżahangira (według Hafiza-i Abru został on do tego zmuszony przez dawnych emirów swojego ojca). Przyłączyła się teraz do niego grupa nowych zwolenników, lecz kiedy Szajch Nur ad-Din przybył pod bramy Samarkandy razem z Muhammadem Dżahangirem te znowu pozostały przed nim zamknięte. 12 lipca 1410 roku Szahruch pokonał Szajch Nur ad-Dina i splądrował jego ziemie, jednak stłumienie buntu plemienia Sułdus w rejonie Hisar-i Szadman wymagało osobnej ekspedycji.
Siła Szajch Nur ad-Dina miała swoje źródło w poparciu Czagataidów rządzących w Mogolistanie, z którymi łączyły go osobiste więzy. Po jego klęsce Muhammad-chan przysłał mu armię pod wodzą swojego brata. Szajch Nur ad-Din znajdował się jednak w konflikcie z synem Chudajdada Abd al-Chalikiem, który reprezentował znaczną siłę w regionie, co pozwoliło Szahmalikowi na przełomie 1410/1411 roku zmusić buntownika wraz z Mogołami do ucieczki. Przez krótki czas ci ostatni wspierali jeszcze jego sprawę, jednak wkrótce zawarli pokój z Szahruchem. Pozbawiony ich wsparcia Szajch Nur ad-Din stanowił daleko mniejsze zagrożenie i Szahmalik w imieniu Szahrucha rozmawiał z nim na temat okazania przez niego posłuszeństwa. Kiedy Szahmalik zorientował się, że Szajch Nur ad-Din wcale nie zamierza dokonywać tego aktu podstępnie, zabił swojego dawnego kolegę z rady przybocznej Timura, który teraz wybrał inną stronę wojny pomiędzy Timurydami. 16 września 1411 roku Szahmalik przywiózł głowę Szajch Nur ad-Dina do Samarkandy i okazał ją przebywającemu w mieście Szahruchowi. Od tej pory władza Uług Bega w Mawarannahrze nie spotkała się już z poważną opozycją.

## Podporządkowanie sobie pozostałych Timurydów

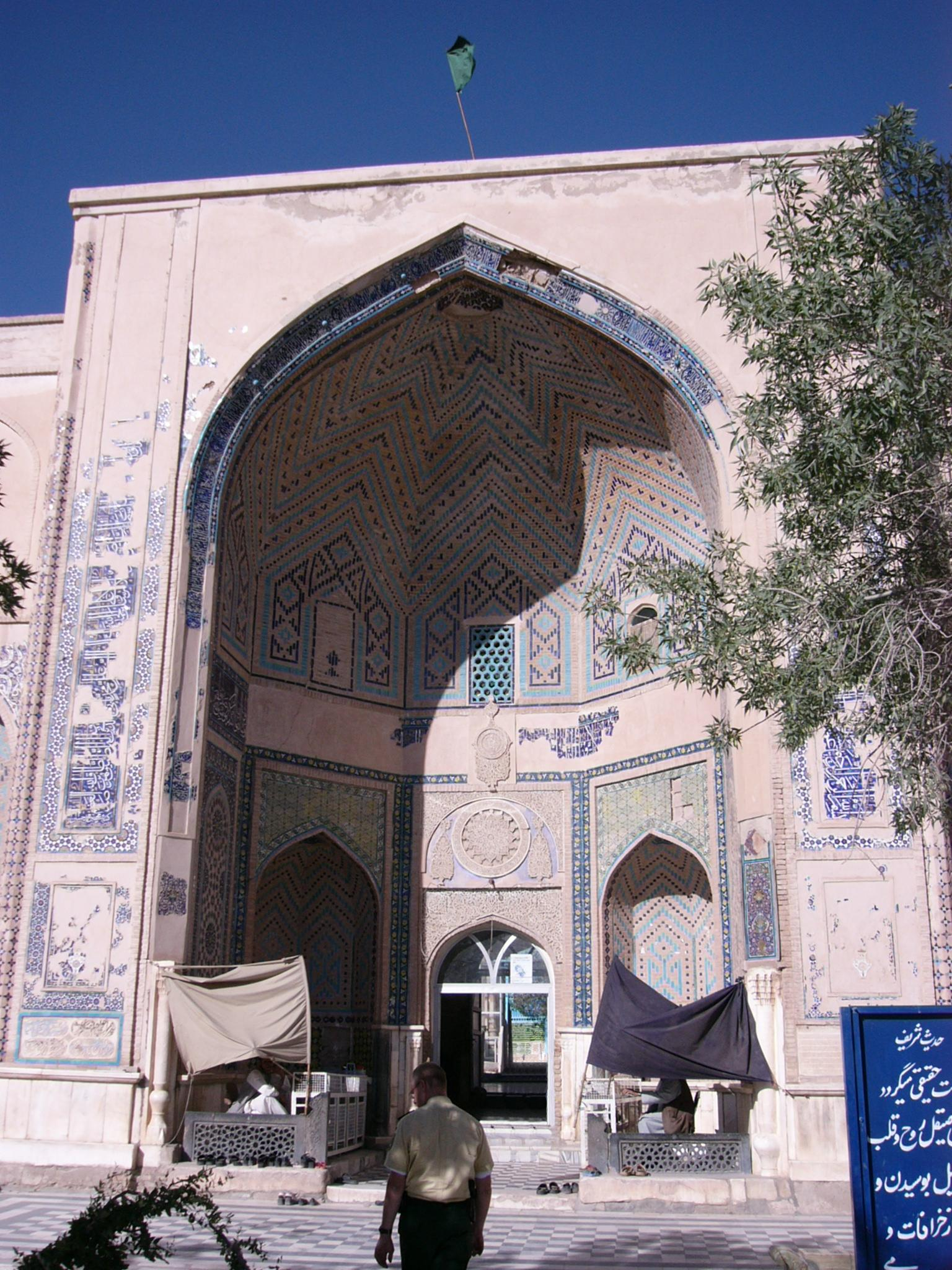
Ejwan nad wejściem do Mauzoleum Abdollaha Ansariego w Gazargah (obecnie Herat), wzniesionego na polecenie Szahrucha w latach 1425-1427

Jeszcze przed zajęciem Mawarannahru Szahruch opanował Gurgan i Mazandaran, a ponieważ w roku 1408 Miranszah zginął z rąk Kara Jusufa (1389–1420), władcy turkmeńskiej federacji Kara Kojunlu, Szahruch został jedynym żyjącym synem Timura. W tej sytuacji synowie Umara Szajcha władający w południowo-zachodnim Iranie formalnie uznali jego zwierzchność. Logicznym dalszym krokiem w kierunku przejęcia całego dziedzictwa Timura było odbicie jego dawnych terytoriów zajętych przez Kara Kojunlu, tj. Azerbejdżanu i Iraku. W roku 1413 Szahruch wezwał do udziału w kampanii przeciwko Kara Kojunlu swojego bratanka i pasierba, Iskandara Sultana, panującego z Isfahanu nad zachodnim Iranem. Jego wysłannik powrócił jednak z wiadomością, iż Iskandar ogłosił się sułtanem, zaczął bić monety we własnym imieniu i przestał wymieniać imię Szahrucha w chutbie, tym samym kwestionując jego zwierzchność. W tej sytuacji w roku 1414 Szahruch wyruszył przeciwko Iskandarowi i 21 lipca po krótkim oblężeniu zdobył Isfahan. Iskandar uciekł, został jednak złapany i wydany w ręce swojego brata, Rustama. W roku 1411/1412 Iskandar zajął należący poprzednio do Rustama Isfahan, a teraz ten go oślepił.
Szahruch przekazał zarząd Isfahanu Rustamowi, zaś Hamadanu i Lorestanu jego młodszemu bratu, Bajkarze. Kom otrzymał syn Muhammada Sultana, Sa’d-i Wakkas, zaś Fars syn Szahrucha, Ibrahim Sultan. Krewniacy pozostawieni przez Szahrucha w Iranie nie przestali jednak sprawiać kłopotów. Kiedy jeden z emirów Kara Jusufa, Bistam Czakir, uciekł do Sa’d-i Wakkasa, ten zakuł go w łańcuchy. Szahruch skarcił go za takie potraktowanie gościa, w odpowiedzi na co Sa’d-i Wakkas wraz ze swym zakładnikiem uciekł do Kara Kojunlu. Powstałe w związku z tym zamieszanie postanowili wykorzystać Iskandar i Bajkara, którzy wyrzucili Ibrahima Sultana z Farsu. Iskandar został szybko schwytany i zabity przez Rustama, jednak przeciwko Bajkarze Szahruch musiał wyruszyć osobiście. Dopiero w październiku 1415 roku otoczył on Sziraz i pod naciskiem mieszkańców miasta Bajkara poddał się. Dzięki wstawiennictwu syna Szahrucha, Bajsunkura, Bajkara uzyskał przebaczenie i został odesłany do Kandaharu pod kuratelę syna Pir Muhammada, Kajdu.
Na wiosnę roku 1416 Szahruch przedsięwziął karną ekspedycję przeciwko Kermanowi, którego namiestnik nie stawił się na wezwanie. W tym samym roku wygnał też kilku nieposłusznych książąt, w tym Amiraka Ahmada, który jako namiestnik Andiżanu sprzeciwiał się Uług Begowi. Niedługo potem problemy zaczął sprawiać Kajdu. Miał on wokół siebie wielu byłych emirów swojego ojca, w tym potężnego Buhlula Barlasa, który niegdyś popierał Szajcha Nur ad-Dina, potem zaś uzyskał przebaczenie. Teraz zaproponował on innym emirom, by Kajdu zastąpić jego bratem Sandżarem i ten pierwszy wezwał Szahrucha na pomoc. Akcja nie przyniosła jednak spokoju, a Kajdu wydawał się nie być szczególnie lojalny, co przejawiło się między innymi w proponowaniu Sułtanowi Delhi Chizr Chanowi (1414–1421), by ten czytał chutbę w jego imieniu. W roku 1417/1418, dowiedziawszy się o niepokojach wśród Hazarów i innych ludów zamieszkujących terytorium rządzone przez Kajdu, Szahruch zdecydował się udać tam osobiście. Kiedy dotarł do Kandaharu i wezwał Kajdu do przyłączenia się do niego, ten uciekł. Po negocjacjach zgodził się przybyć do Heratu, ale wkrótce zawrócił na południe. Armia Szahrucha pod wodzą Bajsunkura doścignęła go jednak i Kajdu został uwięziony w Heracie. Namiestnikiem Kabulu został syn Szahrucha, Sojurgatmysz. W rebelii Kajdu wziął także udział Bajkara, który w jej wyniku stracił życie w niejasnych okolicznościach. „Teraz wszystkie większe namiestnictwa były w rękach synów i emirów Szahrucha”, a on sam stał się „absolutnym władcą królestwa Timura”.

## Kara Kojunlu
W roku 1419 Kara Jusuf zajął Soltanije, Tarom, Kazwin i Sawe w Iraku Perskim, w odpowiedzi na co w roku 1420 Szahruch wyruszył przeciwko niemu. Zdając sobie sprawę z potęgi przeciwnika, zebrał siły z całego królestwa. Namiestnik Kazwinu zbiegł przed siłami Timurydów i miasto zostało łatwo zajęte, jednak syn Kara Jusufa Dżahanszah przygotował Soltanije do obrony. 17 października 1420 roku Kara Jusuf zmarł, a Kara Kojunlu wpadli w panikę. W tej sytuacji Szahruch zajął Soltanije bez trudu i udał się na zimowe pastwiska w Karabachu. W ciągu zimy wielu miejscowych władców, m.in. Szyrwanu, Szeki, Gruzji i Ak Kojunlu, a także szereg tureckich naczelników plemiennych złożyło mu hołd. W międzyczasie Kara Kojunlu skupili się jednak wokół syna Kara Jusufa Iskandara (1421–1438), pokonali Ak Kojunlu i rzucili wyzwanie Szahruchowi. Ten pokonał ich dopiero po trzydniowej bitwie stoczonej na równinie Alaszgird w dniach 29 lipca do 1 sierpnia 1421 roku. Zadowolony z tego zwycięstwa Szahruch wyruszył w drogę powrotną do Heratu, nie zatrzymując się w celu zabezpieczenia regionu.
W rezultacie Azerbejdżan pozostał w rękach Kara Kojunlu. W sierpniu/wrześniu 1422 roku dowódcy Iskandara zaatakowali Soltanije, zostali jednak pokonani przez jej namiestnika, Iliasa Chodżę. Po tym wydarzeniu Szahruch przysłał posiłki dla wzmocnienia obrony regionu. Wiosną 1427 roku Uług Beg wraz ze swoim bratem Muhammadem Dżukim wbrew zakazowi Szahrucha wyruszył przeciwko plądrującemu jego terytorium chanowi Złotej Ordy Borakowi (1422–1427). Bracia ponieśli dotkliwą porażkę i ich armia powróciła w nieładzie do Samarkandy. Niedługo potem Szahruch przybył do Mawarannahru i czasowo odwołał Uług Bega z jego namiestnictwa. W roku 1428 Iskandar splądrował terytoria Timurydów, a w następnym zajął szereg ich zachodnich miast, włącznie z Soltanije i Kazwinem. W odpowiedzi Szahruch wyruszył przeciwko niemu z wielką armią i pokonał go w dwudniowej bitwie stoczonej 17 i 18 września pod Salmas. Zdał on sobie jednak sprawę, że nie pokona całkowicie Kara Kojunlu, i ustanowił najmłodszego syna Kara Jusufa, Abu Sa’ida, namiestnikiem Azerbejdżanu w swoim imieniu. Niedługo po tym, jak Szahruch wiosną 1430 roku wycofał się z Azerbejdżanu, Iskandar pokonał i zabił Abu Sa’ida. Niemniej walki pomiędzy synami Kara Jusufa zapewniły Szahruchowi kilka lat pokoju. W latach 1433 i 1434 walczący z Iskandarem bracia, Szah Mehmed, Isfahan i Dżahanszah (1438–1467), kolejno uznawali się za wasali Szahrucha. W roku 1434 uznał on Dżahanszaha za przywódcę Kara Kojunlu i wyruszył przeciwko Iskandarowi. Ten wycofał się w kierunku Erzurum i po krwawej choć zwycięskiej bitwie z Ak Kojunlu uciekł na terytorium Osmanów, co pozwoliło Szahruchowi zainstalować Dżahanszaha w Azerbejdżanie. W październiku 1436 roku Szahruch powrócił do Chorasanu. Iskandar zaatakował Dżahanszaha, jednak w roku 1438 został przez niego pokonany w bitwie w pobliżu Tebrizu. Oblężony przez swojego brata w niedostępnej twierdzy Alindżak Iskandar zginął z ręki własnego syna Szah Kubada w tym samym roku. Dżahanszah uznawał nominalną zwierzchność Szahrucha aż do jego śmierci.

## Zmierzch władzy

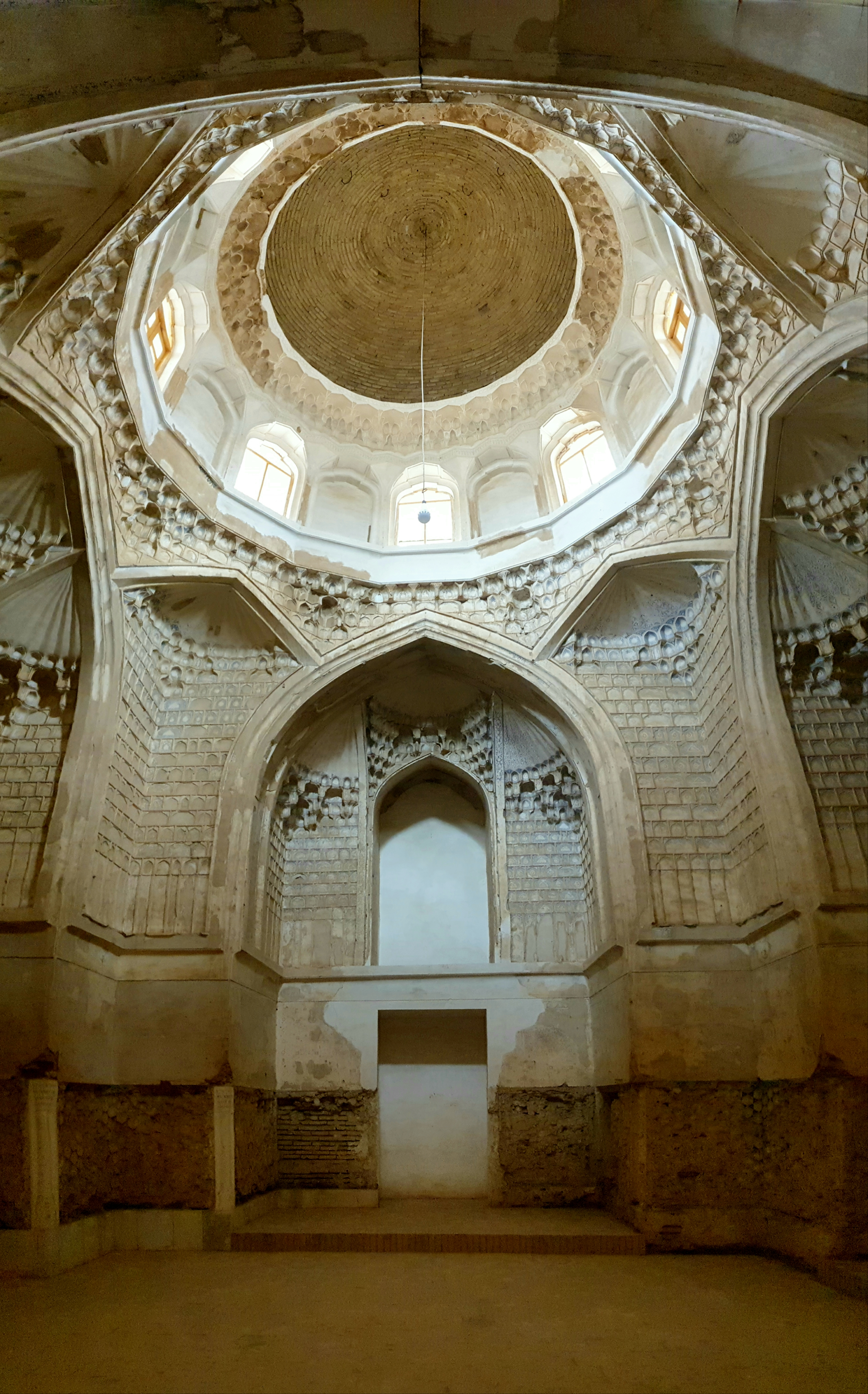
Wnętrze Medresy Gijasije ufundowanej przez wezyra Pir Ahmada Chafiego, której budowa według projektu Kawamoddina została zakończona w 1442

Rządy Szahrucha opierały się na współpracy szeregu dowódców i urzędników, których udało mu się do siebie przyciągnąć w trakcie wczesnego okresu swoich rządów. Większość z nich była starsza od niego w momencie rozpoczęcia walki o schedę po Timurze. Ponieważ tradycyjnie stanowiska przechodziły z ojca na syna, wraz ze śmiercią tego pierwszego na miejsce doświadczonego dowódcy lub urzędnika pojawiał się jego niezbyt kompetentny potomek. Niewielka liczba wielkich kampanii w środkowym okresie rządów Szahrucha, podczas których młodzi ludzie mogliby zdobyć doświadczenie, prawdopodobnie przyczyniła się do powstania problemu. I tak, na przykład, jedną ze szczególnie ważnych popierających Szahrucha rodzin była rodzina jego żony, Gouharszad. Spośród jej braci Hamza zmarł w roku 1416, Husajn Sufi nie jest wspominany przez kronikarzy po roku 1416/1417, Ali zmarł w roku 1417, Sajjid Ahmad w 1422, Hasan Sufi w 1424, a Muhammad Sufi zniknął z kronik po roku 1431/1432. Wiadomo o pojawieniu się na ich miejsce dwóch ich synów, nie zmienia to jednak faktu, iż Szahruch w wyniku ich śmierci stracił grupę doświadczonych emirów. Dwoma najbliższymi współpracownikami Szahrucha byli Alika Kukeltasz i Firuzszah, pierwszy zmarł w roku 1440, a drugi – w 1444. Znaczną pomoc w rządzeniu państwem stanowili dla Szahrucha jego synowie, zarządzający w jego imieniu ważnymi prowincjami i wypełniający inne zadania; tylko Uług Beg przeżył swojego ojca. Sojurgatmysz zmarł w roku 1426, Bajsunkur w 1433, Ibrahim Sultan w 1435, a Muhammad Dżuki w 1444. Coraz większy brak kompetentnych współpracowników wraz z pogarszającym się zdrowiem samego Szahrucha sprawiły, iż w ostatnich latach życia był świadkiem postępującego osłabienia jego władzy.
Utrata doświadczonych dowódców była szczególnie kłopotliwa w związku z wzrastającym naciskiem na posiadłości Timurydów ze strony ich stepowych sąsiadów. Zimą 1430/1431 roku zjednoczeni niedawno przez Abu al-Chajr-chana Uzbecy zaatakowali Chorezm i rozpoczęli okupację jego północnej części, plądrując Urgencz. Latem 1431 Abu al-Chajr opuścił Chorezm, w roku 1435/1436 ponownie go zaatakował i splądrował. Z kolei w roku 1434/1435 Czagataidzi odbili zajęty dwadzieścia lat wcześniej przez Uług Bega Kaszgar. W tym samym roku w Chorasanie wybuchła zaraza, zabijając wielką liczbę ludzi. Po tym, jak w 1440 roku zmarł Alika Kukeltasz, Uzbecy zaatakowali Mazandaran i pokonali armię Szachrucha, zabijając jednego z jego ważniejszych dowódców, Hadżdżi Jusufa Dżalila. W rezultacie Szahruch musiał co roku wysyłać silną armię w celu obrony tej prowincji. Czagataidzi zaczęli regularnie plądrować region Andiżanu, podczas gdy Uzbecy urządzali rajdy na północne pogranicze Mawarannahru.
Kontrola starego i schorowanego Szahrucha nad państwem zaczęła słabnąć. Po śmierci Ibrahima Sultana w roku 1435 nominalnym namiestnikiem Farsu został jego dwuletni syn Abdallah. Rzeczywistą władzę w jego imieniu sprawował Muhibb ad-Din Abu al-Chajr i nadużycia, jakich się dopuścił, doprowadziły w roku 1441/1442 do interwencji miejscowych notablów w rządzie centralnym. Szachruch odwołał Muhibb ad-Dina, ten jednak za pomocą hojnych łapówek doprowadził do tego, że grupa emirów i urzędników Szachrucha wyniosła go z powrotem na urząd. Prawdopodobnie powrócił do dawnych praktyk, gdyż wiadomo, że w chwili śmierci Szahrucha znajdował się w więzieniu. Rok 1441/1442 był świadkiem wielkiego zamętu w rządzie centralnym. Na skutek informacji o nadużyciach Szahruch nakazał Firuzszahowi wdrożyć dochodzenie przeciwko wezyrowi Ali Szakaniemu, które zakończyło się zmuszeniem go do ustąpienia pomimo opozycji jego kolegi na urzędzie, Pir Ahmada Chafiego. Ponadto preferowanie przez Gouharszad Ala ad-Dauli Ibn Bajsunkura ponad innych potomków Szahrucha przybrało takie rozmiary, że ten musiał udzielić jej reprymendy. Śmierć Aliki Kukeltasza i innych ważnych emirów oraz członków dynastii pozwoliła Firuzszahowi na sprawowanie coraz większej kontroli nad starzejącym się władcą i prawdopodobnie zaczął on nadużywać swojej pozycji. W roku 1443/1444 Szahruch nakazał swojemu synowi Muhammadowi Dżukiemu przeprowadzenie kontroli wpływów z podlegającego Firuzszahowi Balchu. Od maja do czerwca 1444 roku Szahruch był tak poważnie chory, że sądzono, iż umrze. Gouharszad przekonała Firuzszaha do zaprzysiężenia wierności Ala ad-Dauli, co wzbudziło gniew innych Timurydów. Kiedy Szahruch wyzdrowiał, kontrola była kontynuowana i wykazała nieprawidłowości. Firuzszah nie zniósł utraty łaski Szahrucha i zmarł kilka dni po przedstawieniu wyników śledztwa. Muhammad Dżuki zmarł później w tym samym roku.

## Rebelia Sultana Muhammada

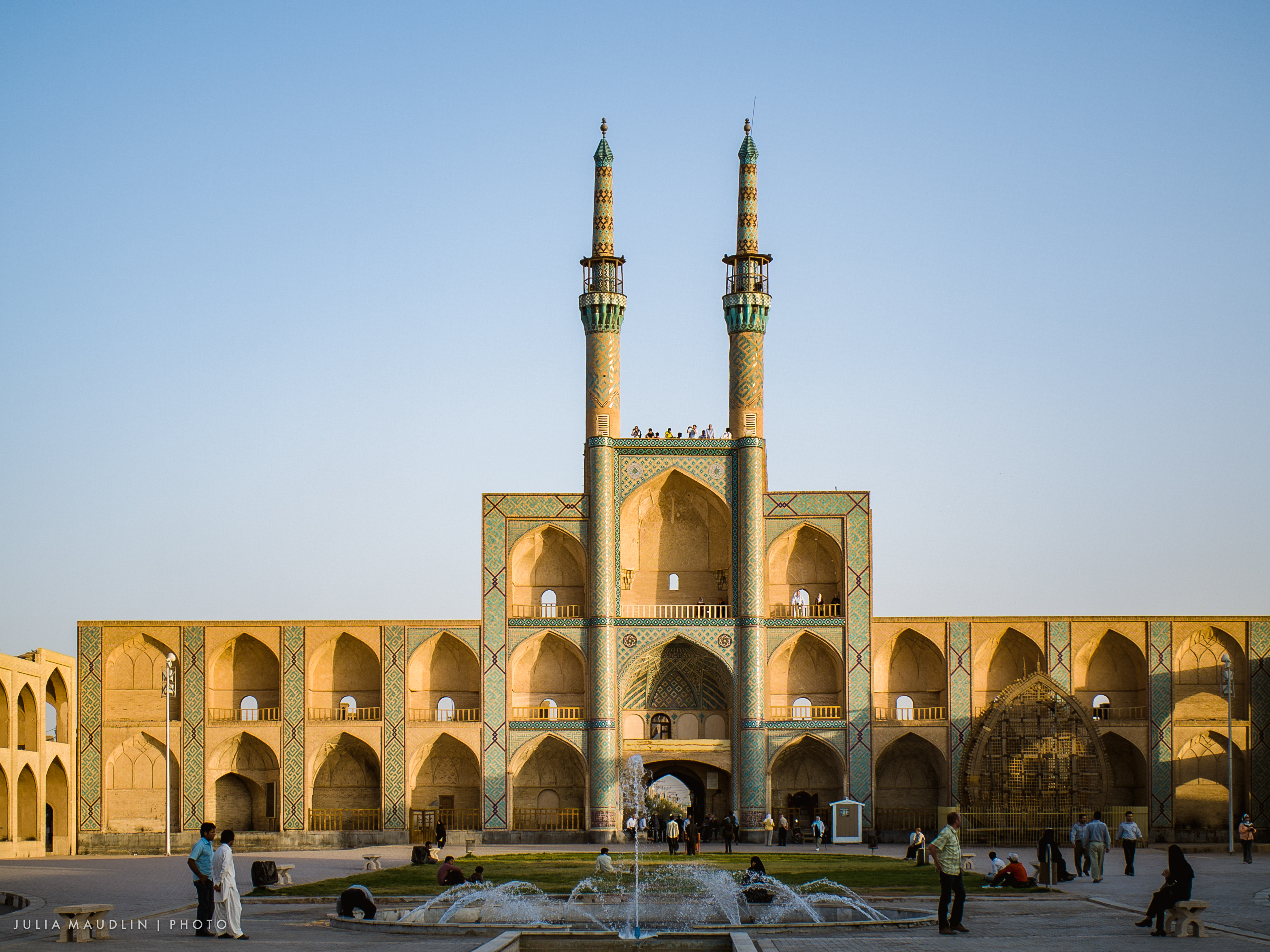
Fasada Kompleksu Amira Czakmaka w Jazdzie, ufundowanego przez namiestnika Dżalad ad-Dina Czakmaka i ukończonego w roku 1437

W roku 1441/1442 także inne wydarzenie ukazało słabość rządów Szahrucha. Namiestnik Soltanije i Komu, Jusuf Chodża, został wciągnięty w walki, jakie miejscowy władca Rustamdaru, Malik Gajomart, prowadził w Gilanie. Jego przeciwnicy poprosili o pomoc armię Timurydów, ta jednak w trudnym terenie poniosła upokarzającą klęskę, a Jusuf Chodża niedługo potem zmarł. Malik Gajomart poprosił o pokój i uzyskał przebaczenie, ale Szahruch stwierdził, że region potrzebuje silnego namiestnika. W tym celu w roku 1442/1443 zarządcą Soltanije, Kazwinu, Reju i Komu ustanowił swojego wnuka, Sultana Muhammada Ibn Bajsunkura. Do syna Bajsunkura szybko przybyły delegacje z trybutem, także spoza obszaru jego władzy, ten zaś, zamiast zatrzymać go w skarbie, zaczął rozdawać celem zdobycia popularności. W odpowiedzi Szahruch zabrał Kazwin i Soltanije spod zarządu Sultana Muhammada, a namiestnikiem Jazdu mianował doświadczonego Dżalad ad-Dina Czakmaka, któremu kazał fortyfikować miasto. Na wiosnę 1444 roku Szahruch był złożony chorobą i niezdolny do działania. Z kolei wiosną roku 1445 Sultan Muhammad pokonał i zabił miejscowego władcę Hamadanu, Hadżdżi Husajna, który odmówił uznania jego władzy. To zwycięstwo bardzo podniosło prestiż Sultana Muhammada w regionie. Powiadomiony o nim Szahruch zrugał swojego wnuka za samowolne zabicie przedstawiciela rodu, który dotąd wiernie służył Timurydom. Wkrótce potem bez konsultacji z Sultanem Muhammadem Szahruch ustanowił nowym namiestnikiem Isfahanu Sa’adata Ibn Firuzszaha, jego dotychczasowego podwładnego. Wrogość pomiędzy Szahruchem a Sultanem Muhammadem była już wówczas faktem powszechnie znanym, toteż, kiedy mieszkańcy Isfahanu nie mogli spłacić długu wobec rządu centralnego, zwrócili się o pomoc do syna Bajsunkura. Ten zajął Isfahan 2 maja 1446 roku, a Sa’adat uciekł.
Większość opisów postępowania Sultana Muhammada wiąże moment rozpoczęcia jego otwartego buntu właśnie z tym faktem, ponieważ zajął on terytorium znajdujące się w sposób niewątpliwy poza jego domeną. Następnie wezwał on wielu regionalnych władców i namiestników, także poza swoją pierwotną domeną, do okazania mu lojalności. Wezwanie to spotkało się z entuzjastycznym poparciem, co najłatwiej wytłumaczyć oczekiwaniem przez większość poddanych schorowanego Szahrucha jego śmierci i wybuchu wojny o dziedzictwo po nim. Mieszkańcy regionu widzieli w Sultanie Muhammadzie naturalnego kandydata do roli obrońcy ich życia i mienia podczas nadciągającego zamętu. Podporządkowania się mu odmówił Fars, i wkrótce wyruszył ze swoją armią przeciwko Szirazowi. Według źródeł to Gouharszad nakłoniła śmiertelnie chorego Szahrucha, by ten osobiście wyruszył stłumić rebelię. Na wieść o jego pochodzie Sultan Muhammad odstąpił od oblężenia Szirazu, pozwolił odejść tym swoim żołnierzom, którzy nie chcieli z nim pozostać, i udał się w kierunku Lorestanu. Szahruch zajął Isfahan i kazał dokonać egzekucji na przywódcach miejskich notabli, nie oszczędzając przy tym ulemów i sajjidów, czym zszokował swoich poddanych. Wojnę pomiędzy Timurydami wykorzystał Abu al-Chajr-chan, który podbił tereny w środkowym biegu Syr-darii wraz z kilkoma miastami stanowiącymi ważne ośrodki handlu Złotej Ordy z Turkiestanem. Szahruch nie pokonał już ani jego, ani Sultana Muhammada, zmarł bowiem 13 marca 1447 roku na kwaterze zimowej w Reju, podczas celebrowania Nouruzu.